# 古斯塔夫·諾斯克
古斯塔夫·诺斯克（Gustav Noske；1868年7月9日—1946年11月30日），德国政治家，曾在1919至20年担任魏玛共和国的首任国防部长。

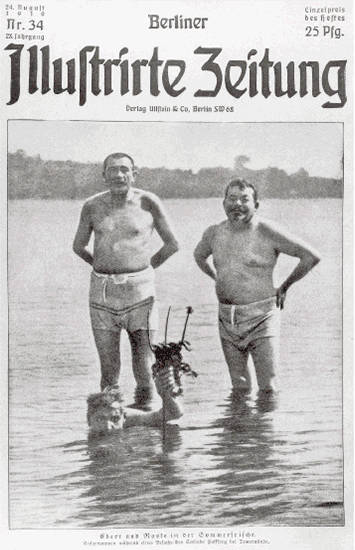
诺斯克与艾伯特 (右者)

诺斯克是德国社民党成员，在一战期间是德国议会成员，一直积极参与军事和殖民地的事务，被认为是社民党的右派。
诺斯克是一个颇受争议的人物，由于他曾经残酷镇压德国的共产党与其他左翼分子在1919年初的起义。他当时愿意使用非法手段镇压无政府主义者，并容许甚至鼓励自由军团的成立与组织，並被指控授權對卡爾·李卜克內西和羅莎·盧森堡進行法外處決。而且，他愿意与继续操控军队的传统官僚阶级合作，防止德国发生类似俄国的布尔什维克革命。不过，当他与汉斯·冯·塞克特对话过后，他才惊讶地发现原来德国军队对共和政府并不忠诚，只是为它自己而已。
诺斯克从1920年起是汉诺威省的总理，直到1933年被纳粹党免职。1944年，他因被怀疑与刺杀希特勒行动有关，而被盖世太保逮捕。后来，盟军让他重获自由。此后，他在汉诺威定居，并在该地逝世。
| 前任： 首任国防部长 | 德国国防部长 1919-20年 | 繼任： 奥托·格斯勒 |

1. ↑  Jennifer, Llewellyn; Steve, Thompson. . Alpha History. 2019-10-02  [9-10-2022] –Alpha History. []